# Ocna Mureș
Ocna Mureș, mai demult Uioara (în latină Salinae și Salinis, în maghiară Marosújvár, în germană Miereschhall), este un oraș în județul Alba, Transilvania, România, format din localitățile componente Ocna Mureș (reședința), Uioara de Jos și Uioara de Sus, și din satele Cisteiu de Mureș, Micoșlaca și Războieni-Cetate. Numele unor localități germane sau austriece, plasate în preajma unor masive de sare, conțin încă sufixul, respectiv prefixul, Hall. Astfel, Miereschhall = Sarea Mureșului.

## Stemă
Stema orașului Ocna Mureș se compune dintr-un scut triunghiular cu marginile rotunjite, tăiat și despicat, compus din 3 partiții. În partiția I, în câmp roșu, se află un coif de soldat roman, de argint, conturat cu negru. În partiția II, în câmp verde, se află o gură neagră de intrare într-o mină de sare, peste care broșează două ciocane de minerit, mărginită cu o bordură de piatră argintie. În partiția III, în câmp albastru, se află două valuri de argint undate. Scutul este timbrat de o coroană murală de argint cu 3 turnuri crenelate.

Semnificațiile elementelor însumate: 

Coiful de soldat roman semnifică prezența veche a civilizației romane din această zonă. Gura de mină reprezintă intrarea în ocna de sare, ocupația de bază a locuitorilor, respectiv mineritul prin exploatarea sării. Brâurile undate simbolizează râul Mureș care străbate așezarea. Coroana murală cu 3 turnuri crenelate semnifică faptul că localitatea are rangul de oraș.

## Alte toponimii
Maros-Újvár, Maroschujwar, Újvár, Újvár-Akna, Marosújvárakna, Marosakna, Uioara, Ocna Murășului, Ocna Mureșului, Murăș Uioara, Salinele Murăș Uioarei, Ocne, Steinort, Miereschneuburg.

## Geografie
Orașul Ocna Mureș este situat în partea de nord-est a județului Alba, la 55 km de Alba-Iulia și la 22 km de Aiud. Altitudinea medie a zonei este de 281 m.

### Hidrologie

#### Catastrofa din anul 1912
Până la mijlocul secolului al XIX-lea râul Mureș curgea în imediata apropiere a masivului de sare. Din cauza pagubelor produse minelor de sare în timpul deselor inundații ale Mureșului, în anii 50 ai secolului al XIX-lea albia Mureșului a fost mutată cu câteva sute de metri mai spre est. Totuși, în anul 1912 s-a produs o inundație catastrofală a Mureșului, apele pătrunzând în unele dintre minele vechi, provocând surpări ale tavanelor acestora, cu apariția la suprafața terenului a unor pâlnii și cratere de mari dimensiuni care au afectat și zonele locuite învecinate. Spre evitarea extinderii prăbușirilor minelor vechi, în anul 1952 s-a hotărât umplerea tuturor cavernelor și craterelor formate deasupra fostelor mine Romane, Iosif, Francisc, Ferdinand, Regina Maria și Principele Nicolae, cu saramură concentrată.

#### Catastrofa din anul 1954
In urma unei străpungeri incidentale la nivelul orizontului -100 m al minei 6 Martie (fosta mină Principele Nicolae) cu lacul format în urma surpării minei învecinate Iosif, apele lacului au inundat mina 6 Martie, care a fost definitiv abandonată ca urmare acestei catastrofe.

#### Catastrofa din anul 1978
În urma avariilor tehnice la mai multe sonde în anii 70 ai secolului al XX-lea, Salina Ocna Mureș n-a mai fost în stare sa furnizeze cantitățile necesare de sare în soluție uzinei de produse sodice UPSOM din localitate. În această situație, s-a hotărât pomparea diferenței de volum din lacurile de pe masivul de sare, umplute cu saramură concentrată, contravenind unui principiu elementar de protecție a masivului de sare. Acest lucru a dus la diluarea crescândă a concentrației apelor lacurilor, respectiv la dizolvarea treptată a peretelui de siguranță dintre mina 1 Mai și lacul învecinat Iosif. În anul 1978 s-a ajuns la situația în care pilierul despărțitor dintre mina 1 Mai și lacul Iosif (la nivelul orizontului -90 m) a cedat, iar apele s-au revărsat în camerele minei, pe care au inundat-o în întregime în câteva minute. Minierii care lucrau în acel schimb s-au putut salva, ieșind la suprafață pe treptele puțului de aeraj. Această catastrofă minieră a dus la sistarea definitivă a exploatării sării în stare solidă la Ocna Mureș, după milenii de activitate aproape neîntreruptă.

#### Catastrofa din anul 2010
Catastrofa a început în noaptea de 21 spre 22 decembrie 2010 la ora 02:00. Cauza catastrofei a fost probabil neetanșeitatea coloanei prin care se introduce în subteran apă dulce sub presiune, la una din sondele învecinate (123 sau 124). Au fost distruse 3 clădiri (inclusiv un magazin universal) și au fost avariate străzile limitrofe M. Eminescu și N. Iorga. În centrul zonei afectate, din zona sud-estică a masivului de sare, s-a format un crater umplut cu apă cu diametrul de cca 200 m și adâncimea de cca 10 m. Volumul lacului nou format este de aproximativ 100.000 mc.
Debitul de gaze arse anual în Ocna Mureș este de 150000 mc/ora, volumul gazelor reziduale rezultat fiind de 1.314 miliarde mc/an. Perimetrul Ocna Mureș se încadrează în zona seismică 'E', valoarea coeficientului Ks=0,12 (PUG Ocna-Mures, 1998, p. 14).

## Istorie
Așezare civilă romană în Dacia (sec. II-III), cunoscută pentru exploatarea sării, sub denumirea Salinis sau Salinae. Exploatarea relativ intensă a zăcământului de sare în epoca romană, a favorizat dezvoltarea unei importante așezări cu caracter rural, identificată cu „Salinis/Salinae”, ale cărei urme arheologice se întind pe o mare arie, pe ambele maluri ale Mureșului.
Fără cercetări sistematice, se cunosc descoperiri ce provin de pe aria orașului și din împrejurimi, fără posibilitatea unor precizări topografice: subconstrucții de clădiri, numeroase materiale de construcții tegulare (confecționate din țiglă), sculpturi de marmură, vase de ceramică, un opaiț cu inscripția "FORTIS" și alte obiecte. Din zona minelor de sare provin trei inscripții fragmentare, iar din alte locuri mai multe monede de argint și bronz între care și un dupondius (monedă romană) din timpul împărătesei romane Annia Galeria Faustina (130–176) din anii 138–141.
La marginea de est a localității, lângă drumul spre Uioara de Sus, s-au descoperit în anul 1931 trei morminte cu sarcofage din cărămizi, acoperite cu țigle. Unele cărămizi aveau ștampile de la producătorii particulari P AE TERN și TII (inscripții incomplete).
Numeroase descoperiri numismatice se semnalează și la sud de oraș, în valea de la Hopârta: un sestertius (monedă romană) din vremea împăratului roman Traian, o monedă de bronz și o alta de argint.
Urmele de locuire descoperite pe teritoriul orașului indică prezența oamenilor încă din epoca bronzului (Cultura Wietenberg). Au fost descoperite numeroase obiecte de tezaur, statuia zeiței Hecate și un relief cu Lupa Capitolina.
Prima atestare documentară datează din anul 1203 sub numele de Uioara (care provine de la cuvântul maghiar Ujvár = „Orașul Nou”), apoi la 13 ianuarie 1280 într-un act de schimb de moșii.
Pe Harta Iosefină a Transilvaniei (Sectio 140), realizată la ridicarea topografică din anii 1769-1773 este marcată în felul următor prezența unor exploatări de sare abandonate în zona actualului oraș Ocna Mureș: "Ruiniert, Saltz Gruben, Okne".
Localitatea s-a dezvoltat abia la sfârșitul secolului al XVIII-lea, când a început exploatarea organizată a sării, respectiv, când administrația austriacă a preluat controlul producției de sare.
În perioada interbelică a fost sediul plășii Ocna-Mureș din cadrul județului Alba (interbelic).
Ocna Mureș a fost declarat oraș în anul 1956 și are în subordine cinci localități; două localități componente (Uioara de Sus și Uioara de Jos) și trei sate (Cisteiu de Mureș, Micoșlaca și Războieni-Cetate).

## Raritate numismatică

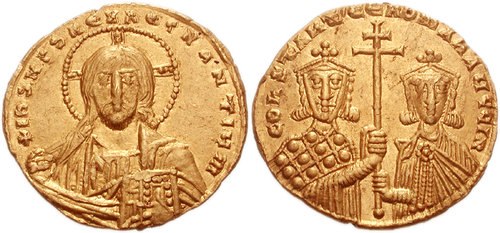
Solidus, monedă de aur emisă între anii 945-959

Geologul Frantisek Posepny a găsit la Ocna Mureș în anul 1861 o monedă rară de aur („solidus“) emisă între anii 945-959 la Constantinopol (4,41 g, 2 cm diametru) în timpul împăratului Constantin al VII-lea Porfirogenet. Aceasta se găsea în posesia cetățeanului Grüns Gippelpächter. În Transilvania s-au găsit în total numai 7 astfel de monede, în diferite localități. 
Avers: Isus, cu nimbus (aură) în jurul capului, îmbrăcat cu un pallium (mantie) si un colobium (tunică fără brațe), binecuvȃntează cu mȃna dreaptă ridicată, în mȃna stȃngă ține o evanghelie.
Revers: în stȃnga împăratul Constantin al VII-lea Porfirogenet (905-959) cu barbă scurtă, îmbrăcat cu un loros (costum bizantin), în dreapta e fiul său Roman al II-lea (938-963), viitor împărat, fără barbă, îmbrăcat cu chlamys (hlamidă, mantie făcută dintr-o bucată dreptunghiulară de stofă albă sau roșie), ambii cu coroane pe cap, ținȃnd între ei o cruce lungă patriarhală. 

## Demografie
Componența etnică a orașului Ocna Mureș
     Români (80,03%)
     Romi (6,38%)
     Maghiari (6,19%)
     Alte etnii (0,06%)
     Necunoscută (7,34%)
Componența confesională a orașului Ocna Mureș
     Ortodocși (72,12%)
     Penticostali (5,58%)
     Reformați (5,06%)
     Greco-catolici (3,36%)
     Romano-catolici (1,27%)
     Baptiști (1,23%)
     Alte religii (2,93%)
     Necunoscută (8,44%)
Conform recensământului efectuat în 2021, populația orașului Ocna Mureș se ridică la 12.480 de locuitori, în scădere față de recensământul anterior din 2011, când fuseseră înregistrați 13.036 de locuitori. Majoritatea locuitorilor sunt români (80,03%), cu minorități de romi (6,38%) și maghiari (6,19%), iar pentru 7,34% nu se cunoaște apartenența etnică. Din punct de vedere confesional, majoritatea locuitorilor sunt ortodocși (72,12%), cu minorități de penticostali (5,58%), reformați (5,06%), greco-catolici (3,36%), romano-catolici (1,27%) și baptiști (1,23%), iar pentru 8,44% nu se cunoaște apartenența confesională.
030006000900012.00015.00018.000195619661977199220022011populațiePopulația istorică din Ocna Mureș
Date: Recensăminte sau birourile de statistică - grafică realizată de Wikipedia

## Politică și administrație
Orașul Ocna Mureș este administrat de un primar și un consiliu local compus din 17 consilieri. Primarul, Silviu Vințeler[*], de la Partidul Democrat Liberal, este în funcție din 2012. Începând cu alegerile locale din 2024, consiliul local are următoarea componență pe partide politice:
|  | Partid                                 | Consilieri | Componența Consiliului | Componența Consiliului | Componența Consiliului | Componența Consiliului | Componența Consiliului | Componența Consiliului | Componența Consiliului | Componența Consiliului |
|  | -------------------------------------- | ---------- | ---------------------- | ---------------------- | ---------------------- | ---------------------- | ---------------------- | ---------------------- | ---------------------- | ---------------------- |
|  | Partidul Național Liberal              | 8          |                        |                        |                        |                        |                        |                        |                        |                        |
|  | Partidul Social Democrat               | 4          |                        |                        |                        |                        |                        |                        |                        |                        |
|  | Alianța pentru Unirea Românilor        | 3          |                        |                        |                        |                        |                        |                        |                        |                        |
|  | Uniunea Democrată Maghiară din România | 1          |                        |                        |                        |                        |                        |                        |                        |                        |
|  | Uniunea Salvați România                | 1          |                        |                        |                        |                        |                        |                        |                        |                        |

## Economie
Activități economice principale: extragerea sării, industria chimică anorganică, fermentarea tutunului.
Alte activități economice: construcții civile și industriale, agricultură, confecții îmbrăcăminte, comerț, morărit și panificație.
Principalele întreprinderi economice ale orașului au fost:
- Uzina de Produse Sodice Ocna Mureș (azi GHCL UPSOM ROMÂNIA S.A.). Adresa: str. Mihai Eminescu nr.1. Societatea Comercială UPSOM S.A. (Uzina de Produse Sodice Ocna Mures), a fost construită între anii 1894-1896 de către societatea belgiană SOLVAY & Co și avea să devină la finele secolului al XIX-lea și în primele decenii ale secolului al XX-lea singura unitate de sodă din România, totodată una din cele mai importante unități din Europa. Obiectul de activitate al întreprinderii era producerea de sodă calcinată ușoară, sodă caustică solidă și în soluție, bicarbonat de sodiu tehnic, alimentar și farmaceutic, silicat de sodiu solid și în solutie, silicagel, silicat de potasiu, carbonat de sodiu anhidru pentru uz fotografic și cinematografic, clorură de calciu tehnică, oxid de magneziu tehnic și farmaceutic, carbonat de calciu florex, ambalaje metalice, fabricarea altor produse chimice anorganice de bază. UPSOM Ocna Mureș a fost deținută până în martie 2013 de compania indiană GHCL (Gujarat Heavy Chemicals Ltd.), dar, pe fondul crizei economice mondiale care a afectat afacerile companiei-mamă, activitatea întreprinderii a fost sistată în ianuarie 2010. Actualmente, preluată de investitori români, în mai 2015 platforma fostei uzine a fost transformată în Parcul Industrial Ocna-Mureș (PIOM).
- Salina Ocna Mureș. Adresa: str. Mihai Eminescu nr.19.
- Fabrica de Fermentare a Tutunului (GALAXY TOBACCO S.A., fosta Societate Națională “Tutunul Românesc” ). Adresa: str. Mihai Eminescu nr.21. Această întreprindere a produs țigarete, tutun de țigarete, țigări de foi, tutun de pipă, tutun de mestecat, tutun pentru prizat ș.a. Fabrica și-a încetat activitatea.

### Transporturi
La Ocna Mureș au existat în trecut 2 gări industriale (exclusiv pentru transport de mărfuri), în prezent nefuncționale:

Gara 1 (înainte de 1944), coordonate: 46.391916, 23.854712

Gara 2 (după 1944), coordonate: 46.390858, 23.857631

## Cultură

### Lăcașuri de cult și viață religioasă

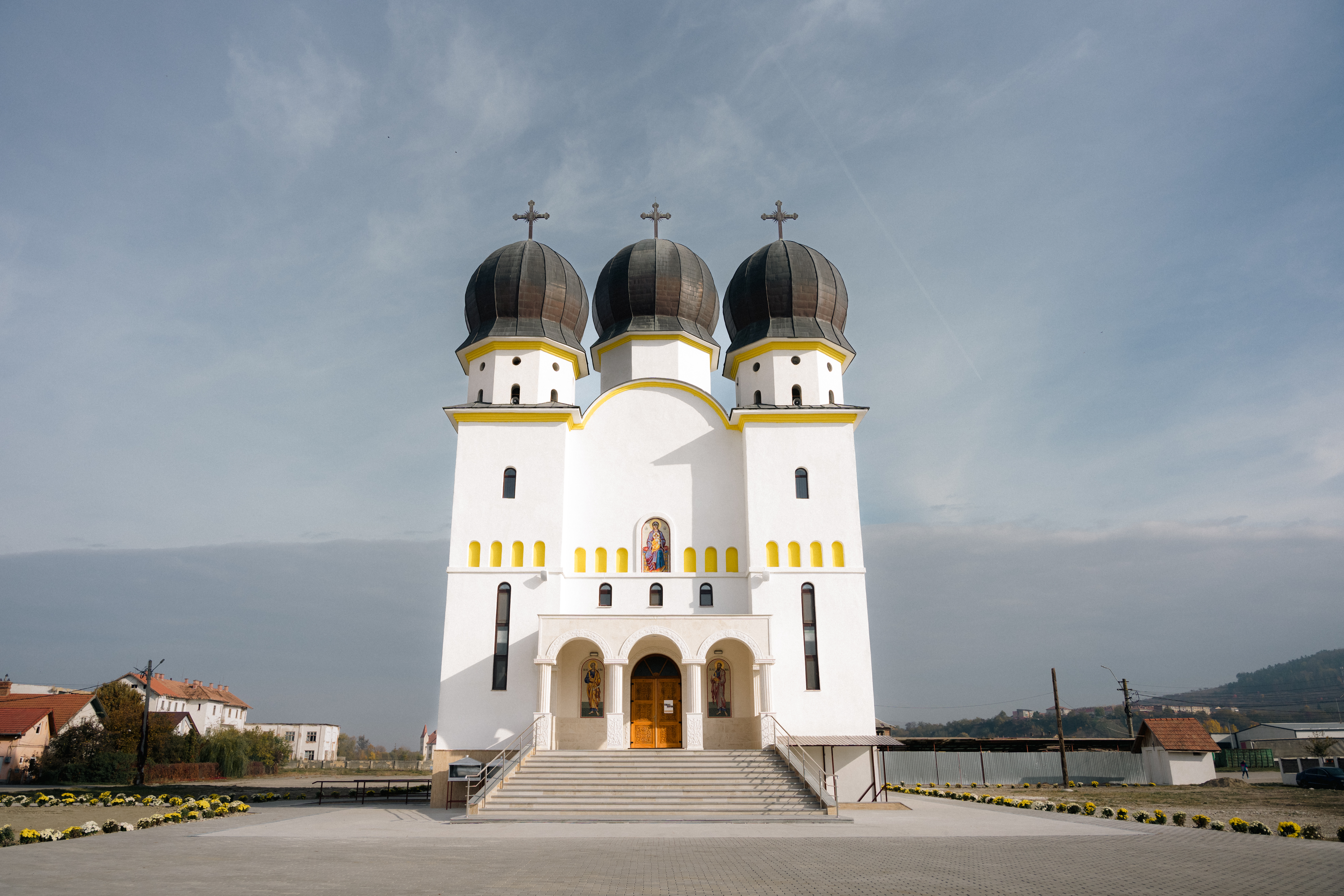
Biserica Ortodoxă „Nașterea Maicii Domnului”

- Biserica romano-catolică „Sf. Carol Borromeo”, din anul 1820, str.N.Iorga 18. Biserica este înscrisă pe lista monumentelor istorice din județul Alba,[16] elaborată de Ministerul Culturii și Patrimoniului Național din România în anul 2015 (cod AB-II-m-B-00257).
- Biserica Reformată-Calvină, str.N.Iorga 26 (construită în anul 1902).
- Biserica Greco-Catolică „Sf. Nicolae” și „Intrarea în Biserică a Maicii Domnului”, protopopială, str.N.Iorga (colț cu str.Axente Sever). Parohii aferente: Decea, Fărău și Unirea II.
- Biserica Ortodoxă veche (la intersecția străzilor N.Iorga, 1 Mai și Mihai Eminescu).
- Biserica Ortodoxă nouă „Sf. Apostol Andrei”, str. N.Iorga (construită în anii 2003-2004).
- Biserica Ortodoxă „Nașterea Maicii Domnului” (Ocna Mureș IIII), str. Mălinului 1B (link site).
- Biserica Penticostală "Maranata/Maranatha"[17], str. Dragalina 1B.
- Biserica Penticostală "Betesda"[18].
- Biserica Adventistă, str. Avram Iancu 52.
- Biserica Baptistă "Betel"[19], str.Mihai Viteazu 18.
- Biserica Nouapostolică, str. G. Coșbuc 6.
- Sala Regatului „Martorii lui Iehova”, str. Crișan 12 (construită în anul 1994).
- Asociația creștină neoprotestantă "Bunul Samaritean", str. Mihai Viteazu 6.
- Sinagoga, str. Cloșca nr.11-13 (demolată din lipsă de credincioși și din cauza degradării în anii '80 ai secolului al XX-lea). Pe acel loc au fost construite ulterior două locuințe private cu etaj. Cimitirul evreiesc se află pe str. Tudor Vladimirescu nr. 43.

### Presă locală
- ocnamuresanul.ro Arhivat în 19 iulie 2013, la Wayback Machine. - Un site de atitudine civică. Publicație independentă online.
- ocnamuresonline.ro - Știri și informații din zonă
- ocnamuresinfo.ro - Știri locale. Publicație online deținută de Ziarul Unirea Alba iulia

## Turism

### Obiective turistice

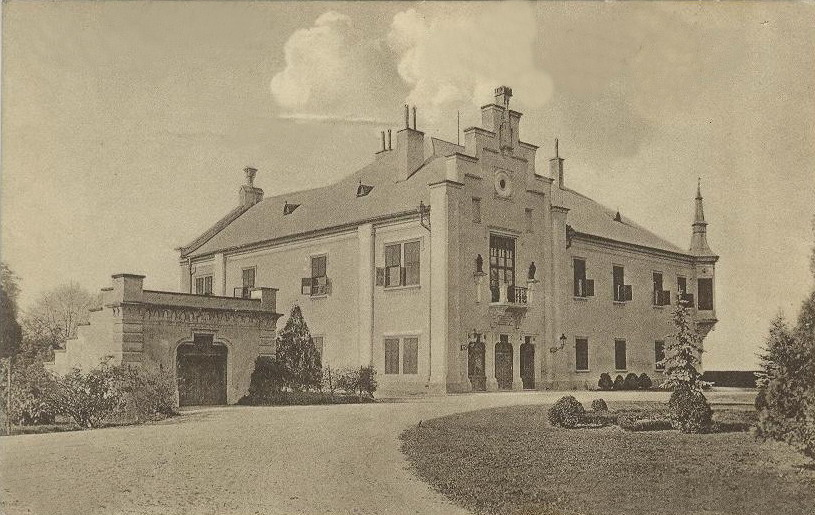
Castelul Teleki (1915)

- Ruinele castelului medieval atestat din anul 1290 ca Novum Castrum ("Castelul Teleki"). În cartierul Uioara de Sus se află ruinele unui vechi castel medieval, amintit în documentele anului 1290 sub numele de Novum Castrum (“Castelul Nou”), susținând prin această denumire existența unei fortificații anterioare, aparținând secolelor X-XI, din care se mai pot vedea porțiuni dintr-un val de pământ cu șanț. Acest “Castel Nou” a fost construit la sfârsitul secolului al XIII-lea, din ordinul regalității maghiare, pentru protecția salinei învecinate, fiind apoi amintit în documentele anilor 1336 și 1382. Din secolul al XIV-lea acest castel a devenit proprietatea unor nobili. Mihai Viteazul a donat castelul de la Uioara de Sus sfetnicului său, banul Mihalcea. Din acest edificiu se mai pot vedea azi ruinele unui turn pentagonal, reprezentând vechiul donjon. “Castelul Nou” medieval a fost dărâmat parțial, în locul său ridicându-se între anii 1850-1860 un impunător castel neogotic pentru familia nobiliară Banffy, edificiu care a intrat ulterior în proprietatea conților Teleki. Construcția este alăturată unor locuințe anexe destinate personalului auxiliar de administrare și întreținere a domeniului. În perimetrul curții există o pivniță de vinuri și o capelă, care, inițial a fost dotată cu o orgă. Din inițiativa familiei Teleki a fost amenajat în jurul castelului un parc cu alei si arbori, printre care specii aclimatizate, unele fiind rarități dendrologice.
- Ruinele unei biserici construite în stil romanic în jurul anului 1300 la Uioara de Sus.
- Monumentul Eroilor Români din Al Doilea Război Mondial. Obeliscul, cu o înălțime de 5,5 m, pe o bază de 1,5 m, este amplasat in parcul orașului, fiind ridicat în memoria eroilor români căzuți în Al Doilea Război Mondial. Pe fațada monumentului, pe o placă de marmură, se află un înscris comemorativ: „1944 – 23 August – Slavă eroilor armatei române care s-au jertfit pentru eliberarea patriei de sub jugul fascist“.
- Monumentul Eroilor, str. Nicolae Iorga.
- Două sculpturi romane ale unor lei funerari[20], amplasate pe aleea din fața Școlii "Lucian Blaga" de pe str.Brazilor. Sculpturile, vechi de cca 1800 ani, au fost aduse din satul învecinat Cisteiu de Mureș, unde au fost găsite aruncate in vale, sub un pod. Probabil provin de la castelul din Cisteiu de Mureș, aflat în prezent în ruină.
- Stejarul din curtea Școlii Vechi de pe strada Nicolae Iorga nr.18 (lângă Biserica Romano-Catolică) a fost plantat în anul 1923 cu prilejul "Serbării Pomilor și Păsărilor" spre a eterniza actul de încoronare a primului rege al românilor la 15 octombrie 1922 la Alba Iulia[21]. Până nu demult s-a crezut că acest stejar a fost plantat spre a cinsti Marea Unire din 1918.
- Băgău (sit de importanță comunitară inclus în rețeaua ecologică europeană Natura 2000 în România)

### Veche stațiune balneoclimaterică
Ocna Mureș este un oraș situat la altitudinea de 258 m. Dispune de un climat continental-moderat, cu temperatura medie anuală de 9 °C (peste 20 °C în iulie și sub −4 °C în ianuarie). Are un interes turistic deosebit, datorită lacurilor aflate pe masivul de sare. Localitatea a oferit în trecut mai multe instalații de tratament, printre care: un solariu cu amenajări pentru aeroterapie și helioterapie, instalații pentru electroterapie, băi calde, apă minerală sărată concentrată. Dintre factorii naturali de cură trebuie menționate și apele minerale clorurate și sodice din lacurile existente pe locurile vechilor saline. Aceste ape au o concentrație deosebit de mare (266 grame /litru), fiind utilizate în trecut în tratarea unor afecțiuni, precum cele reumatismale articulare și degenerative (periartrite, tendinoze, artroze, poliartroze), neurologice periferice (sechele după poliomielite, pareze), ginecologice (metroanexită cronică, cervicită cronică, insuficiență ovariană), posttraumatismale (stări după entorse, luxații, fracturi).
Vechea clădire a Băilor Sărate și ștrandul din localitate au fost demolate în ultimii ani.

## Personalități născute aici
- Elemér Jancsó (1905 - 1971), critic, istoric literar;
- Iosif Lengheriu (1914 - 1991), fotbalist, antrenor;
- Alexandru Țitruș (1922 - 1989), violonist de muzică populară;
- Gheorghe Vințan (n. 1948), scriitor, jurnalist;
- Alexandru Moldovan (n. 1950), fotbalist;
- Ovidiu Maier (n. 1971), fotbalist;
- Rareș Bogdan (n. 1974), om politic;
- Adrian Gongolea (n. 1975), fotbalist;
- Mihaela Botezan (n. 1976), alergătoare.

## Galerie de imagini

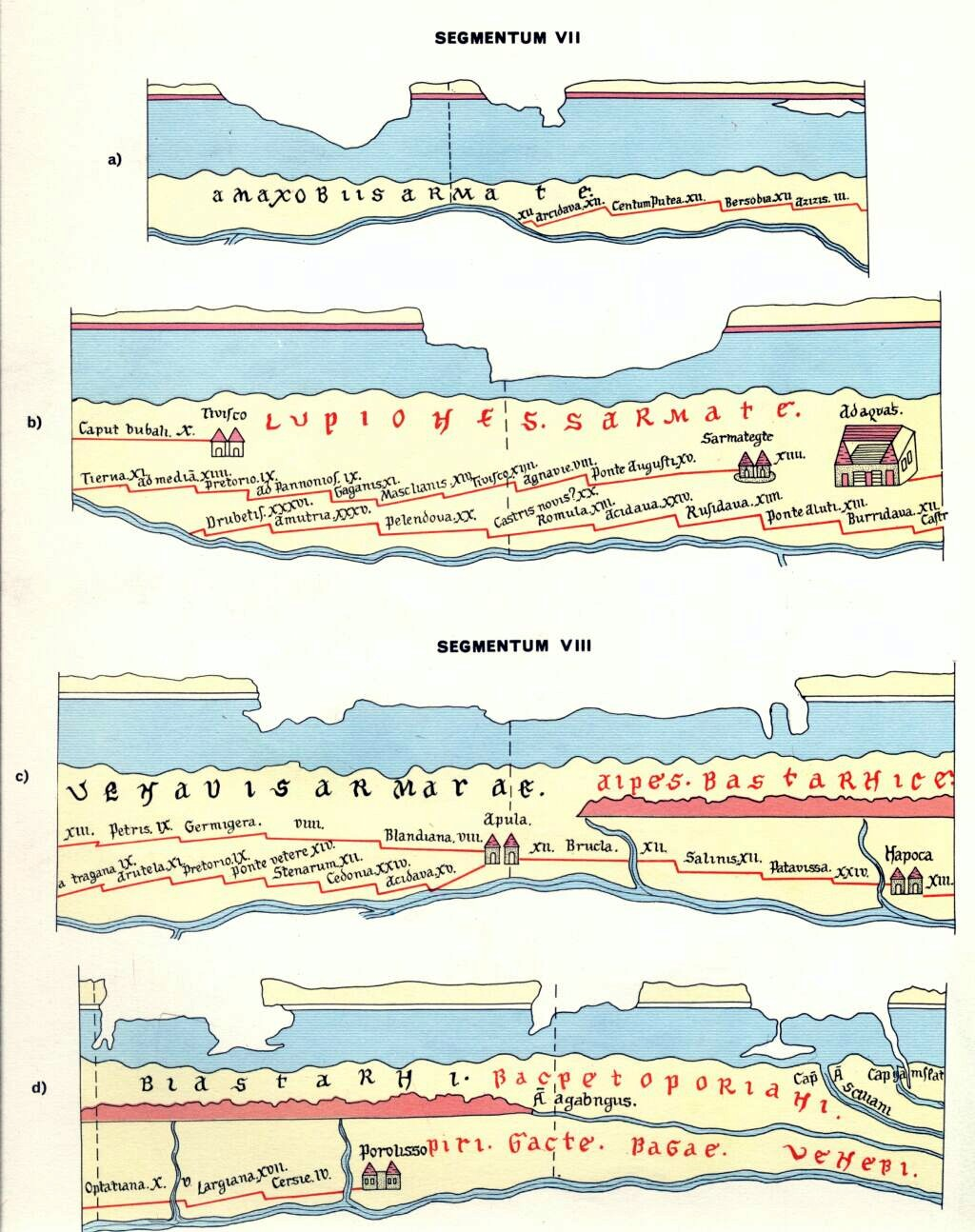
Segmentum VII+VIII cu localitatea Salinis de pe Tabula Peutingeriana
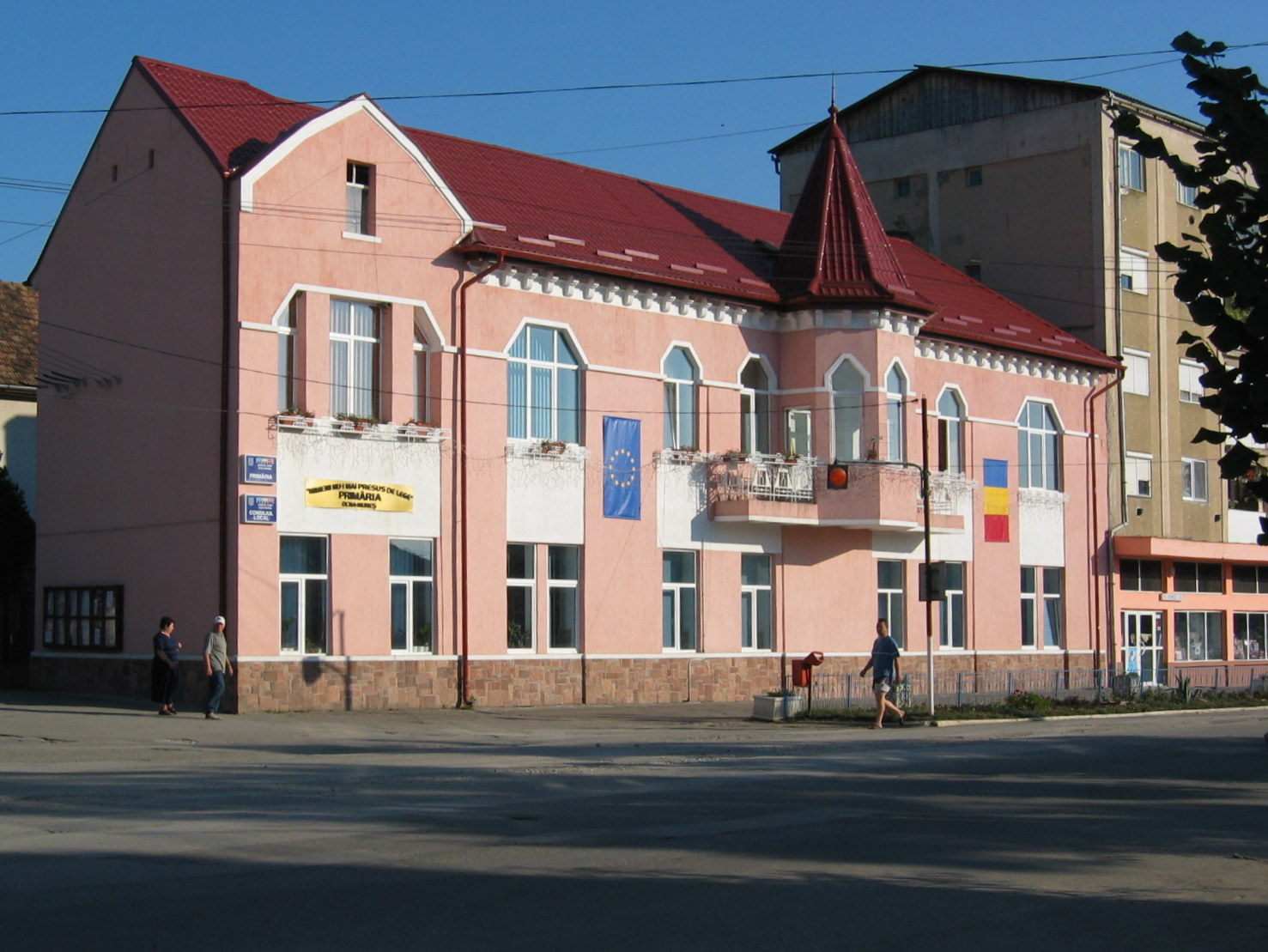
Primăria
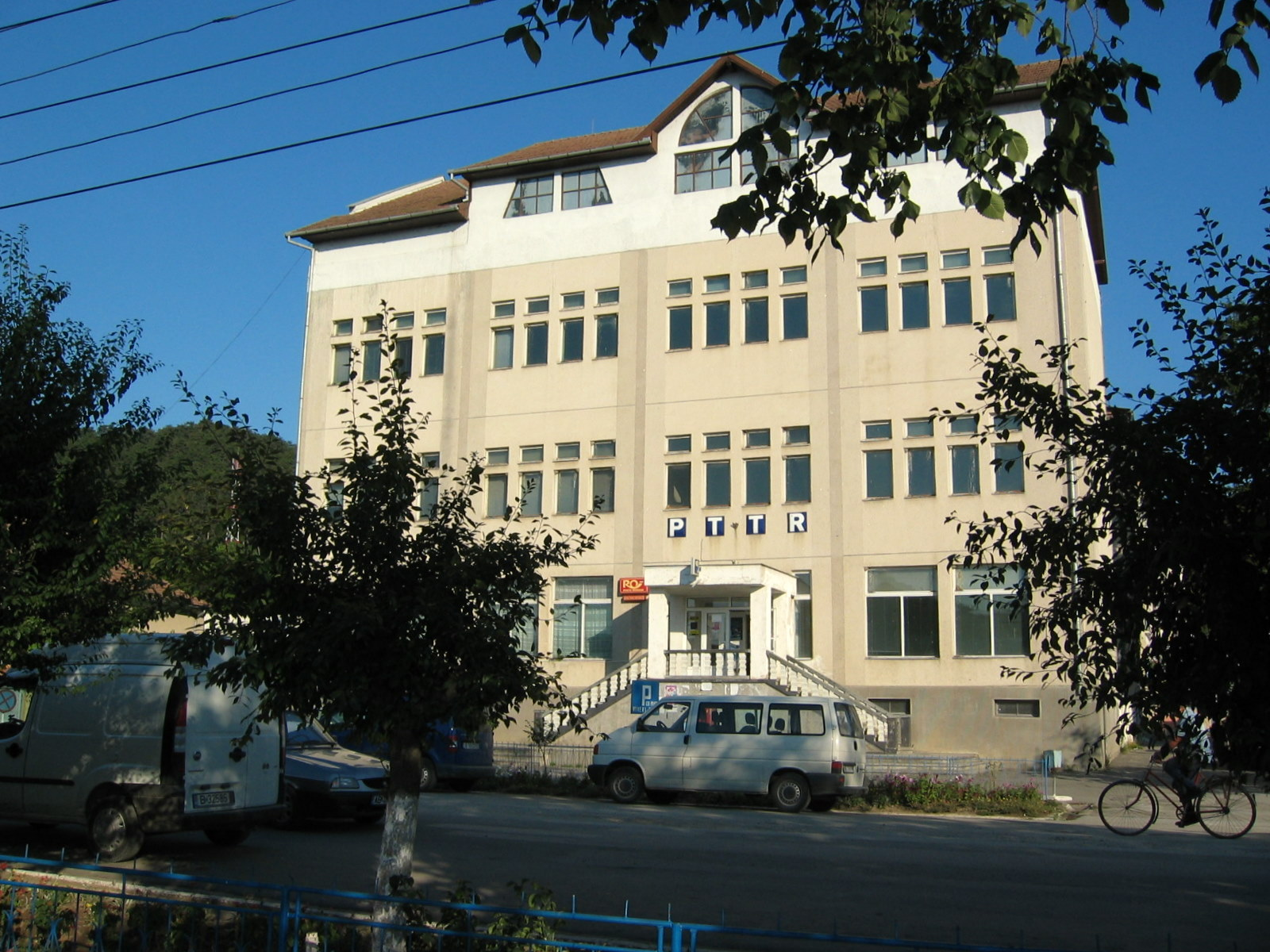
Fostul Oficiu P.T.T.R.
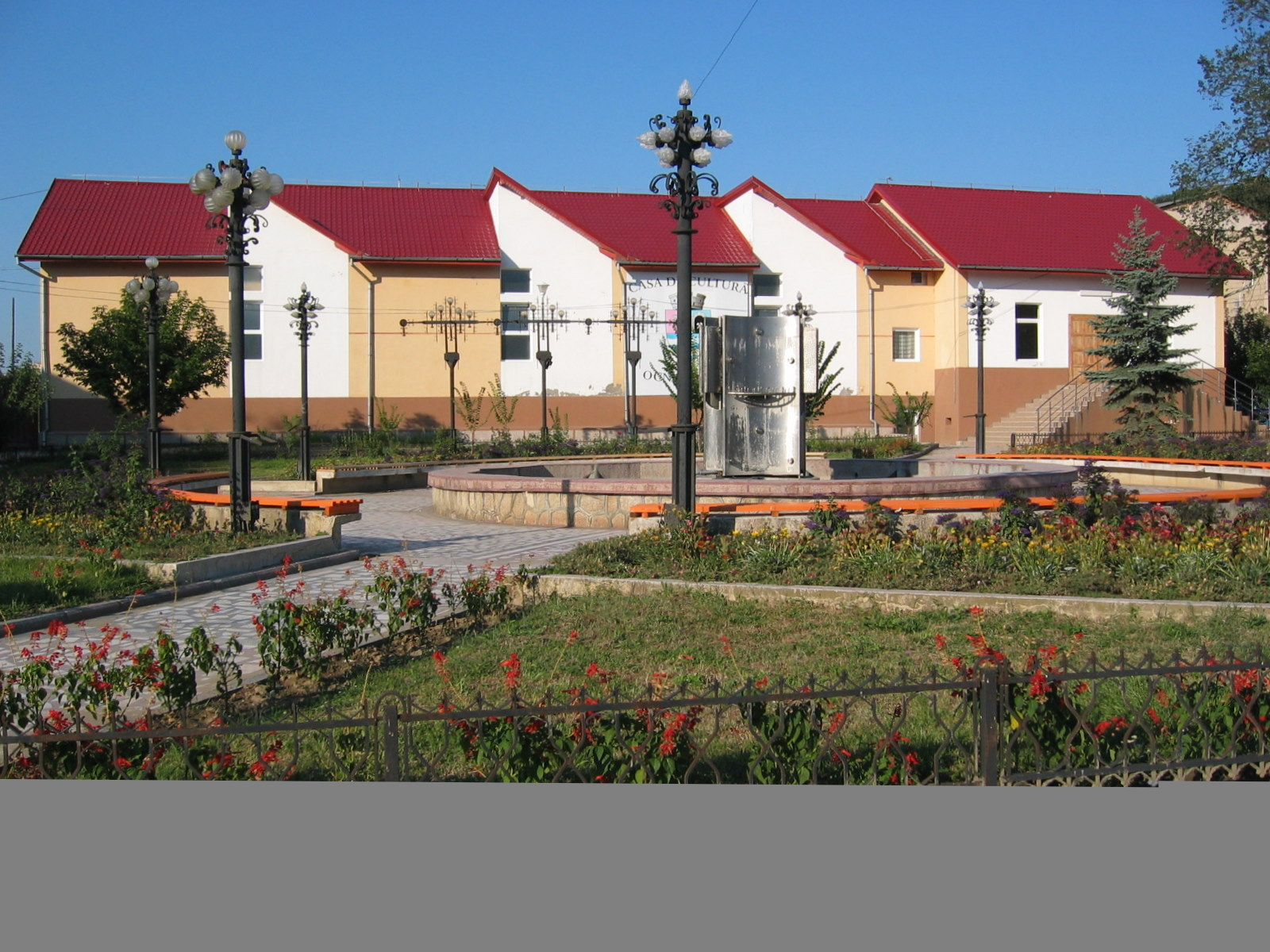
Casa de Cultură
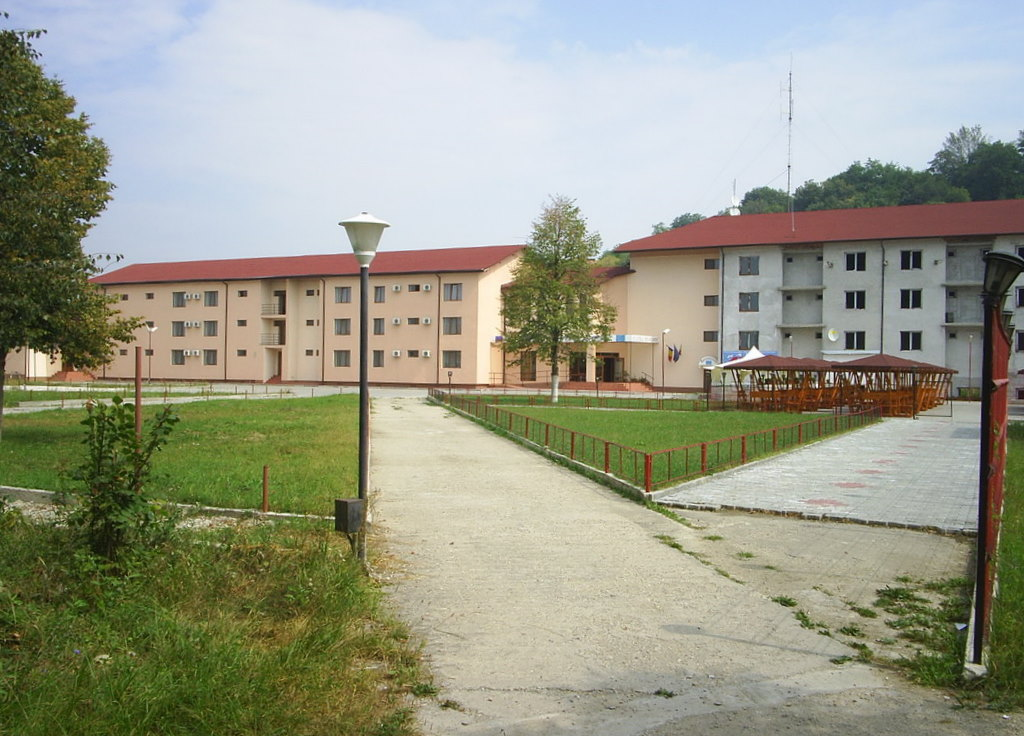
Hotelul Parc
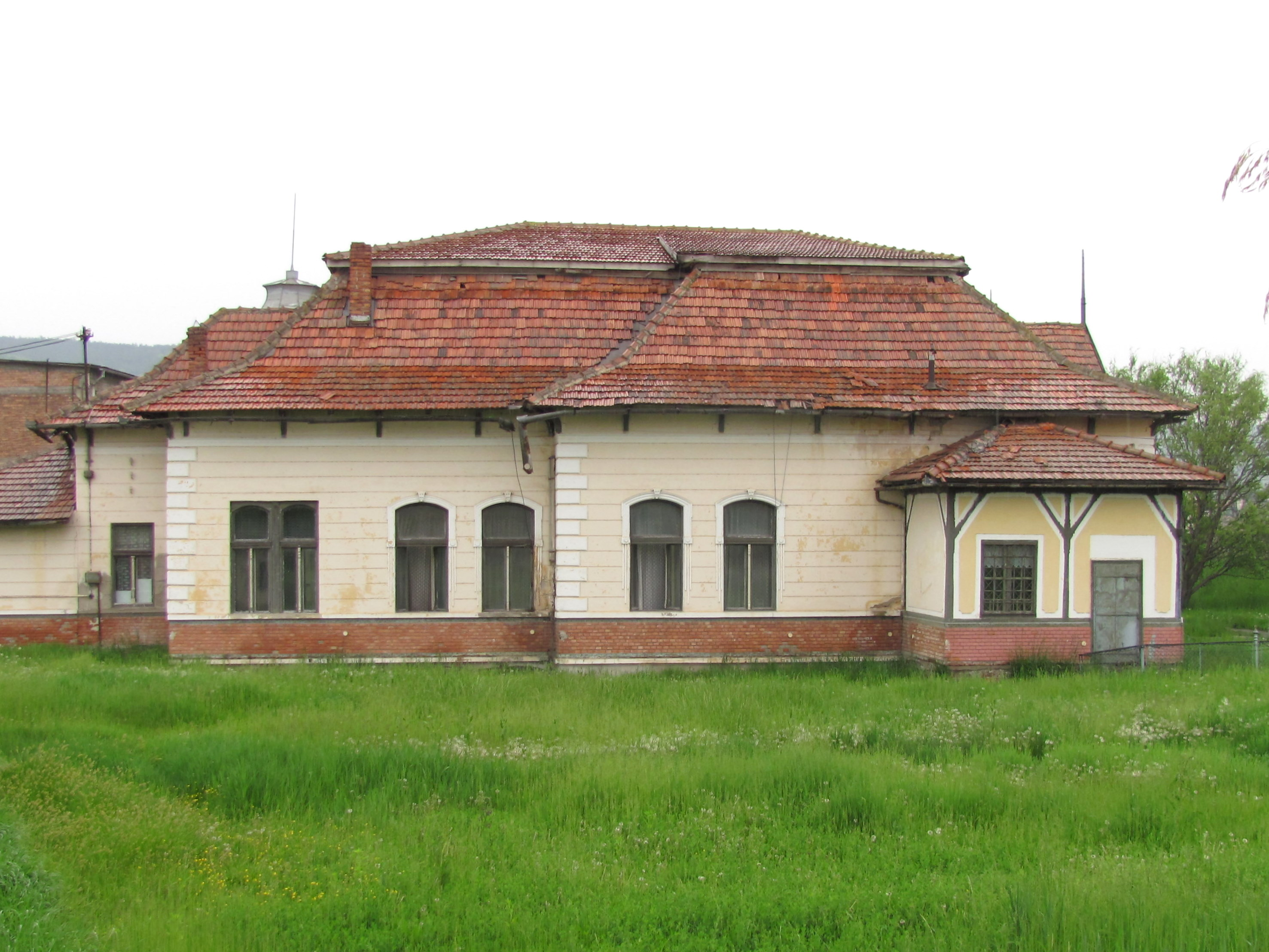
Clădirea administrativă a Salinei
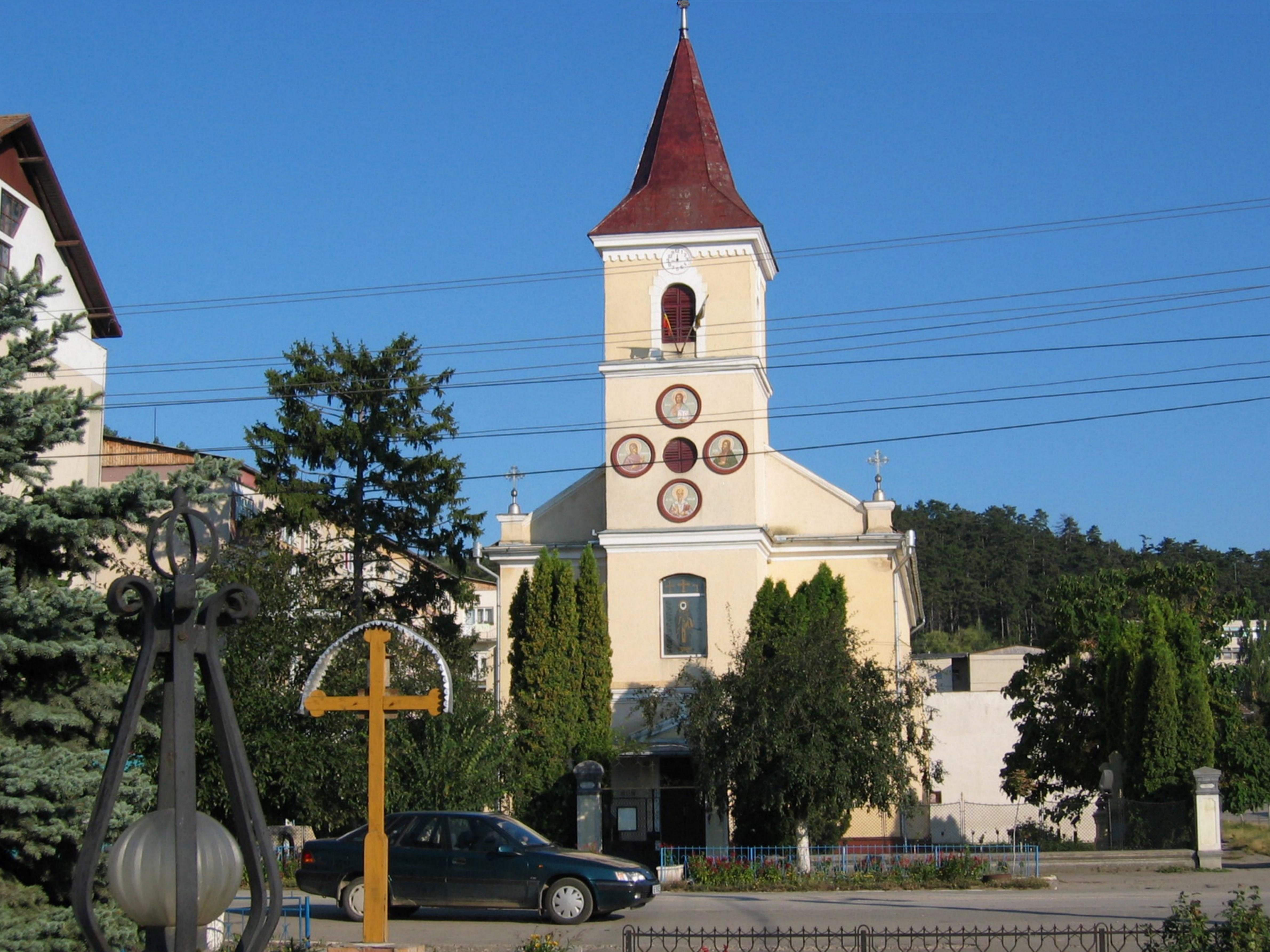
Biserica Greco-Catolică „Sf. Nicolae” și „Intrarea în Biserică a Maicii Domnului”
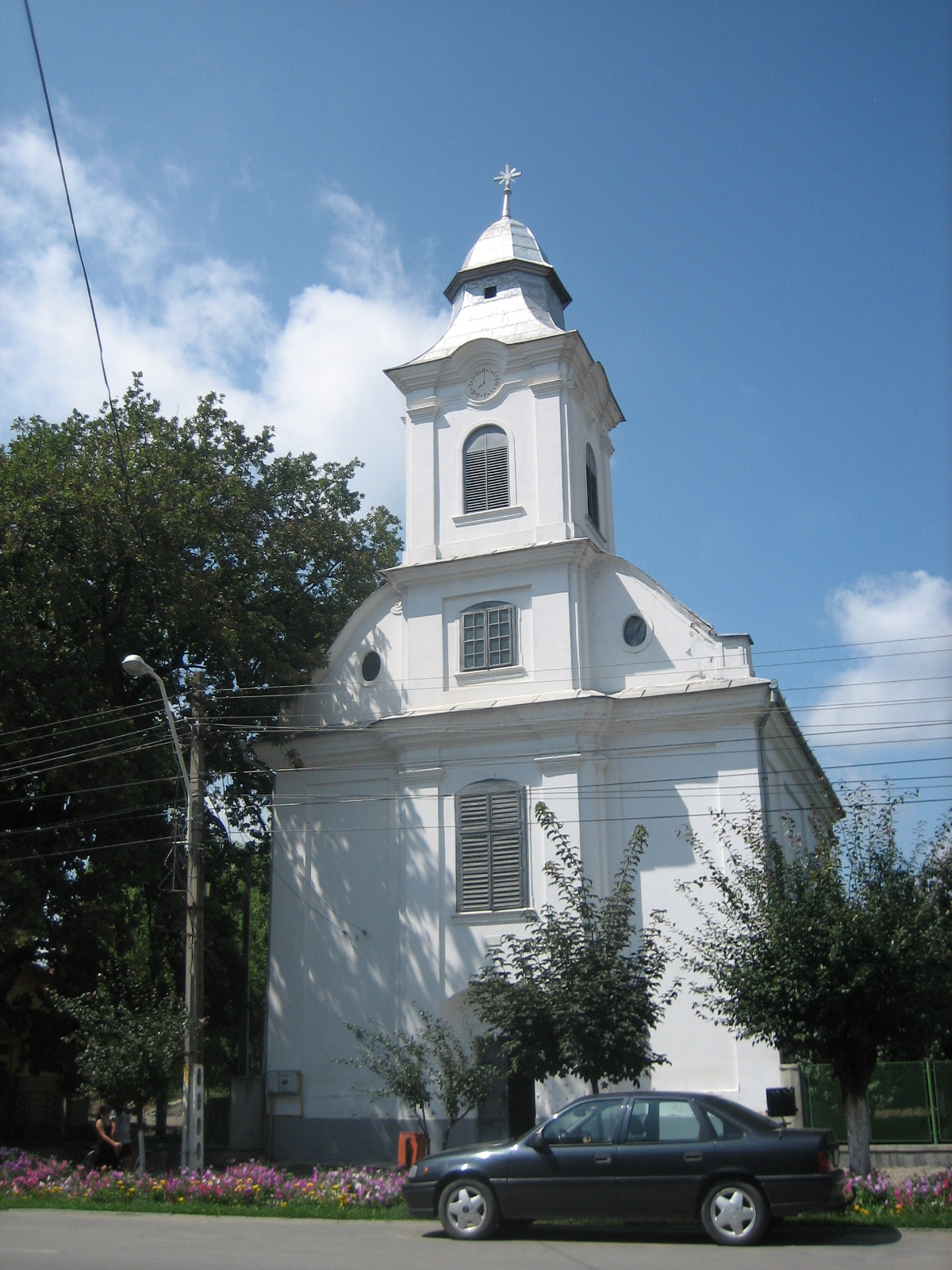
Biserica Romano-Catolică și "Stejarul Încoronării" din curtea vechii școli învecinate
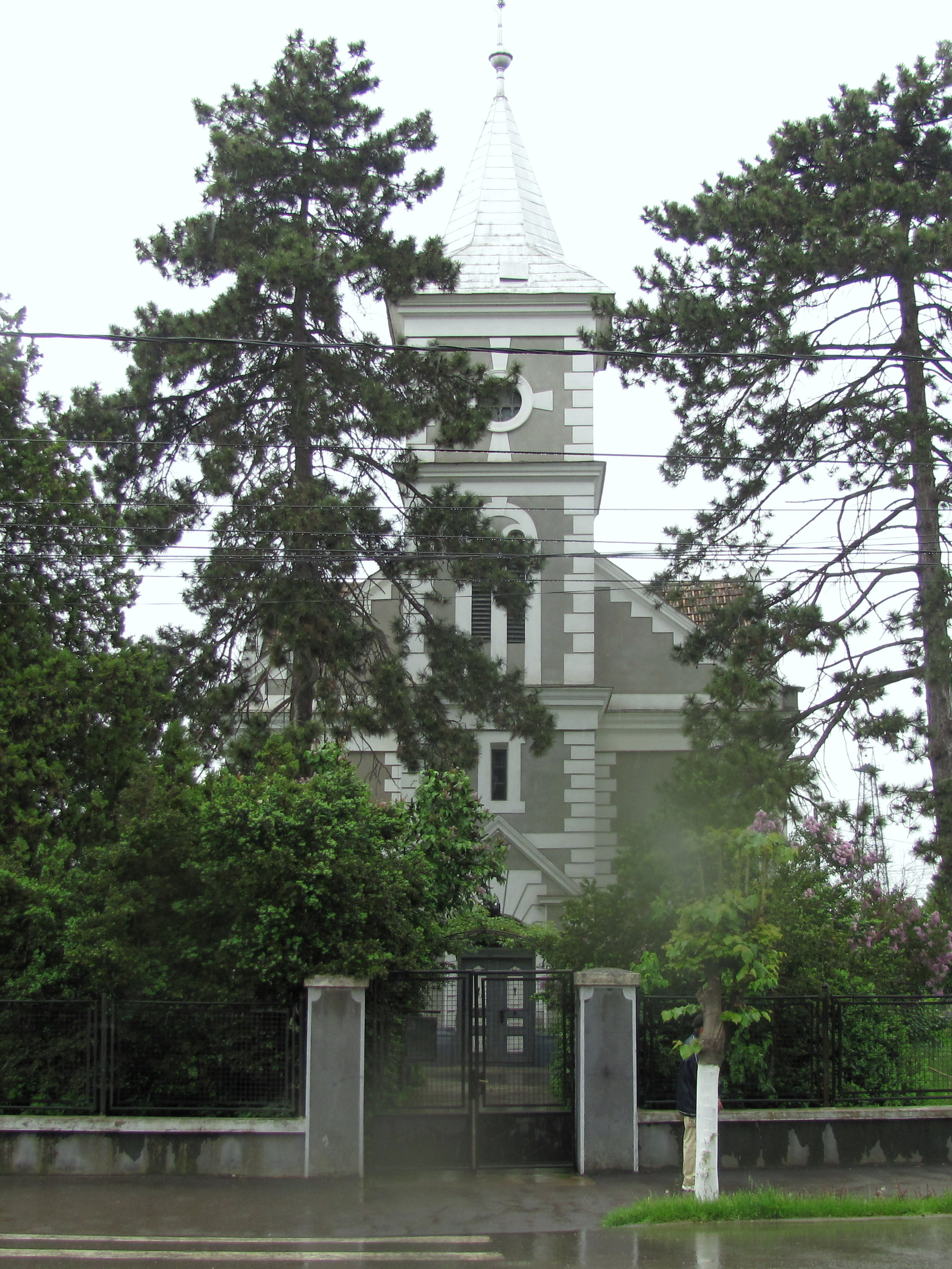
Biserica Reformată-Calvină (Str. Nicolae Iorga nr.28)
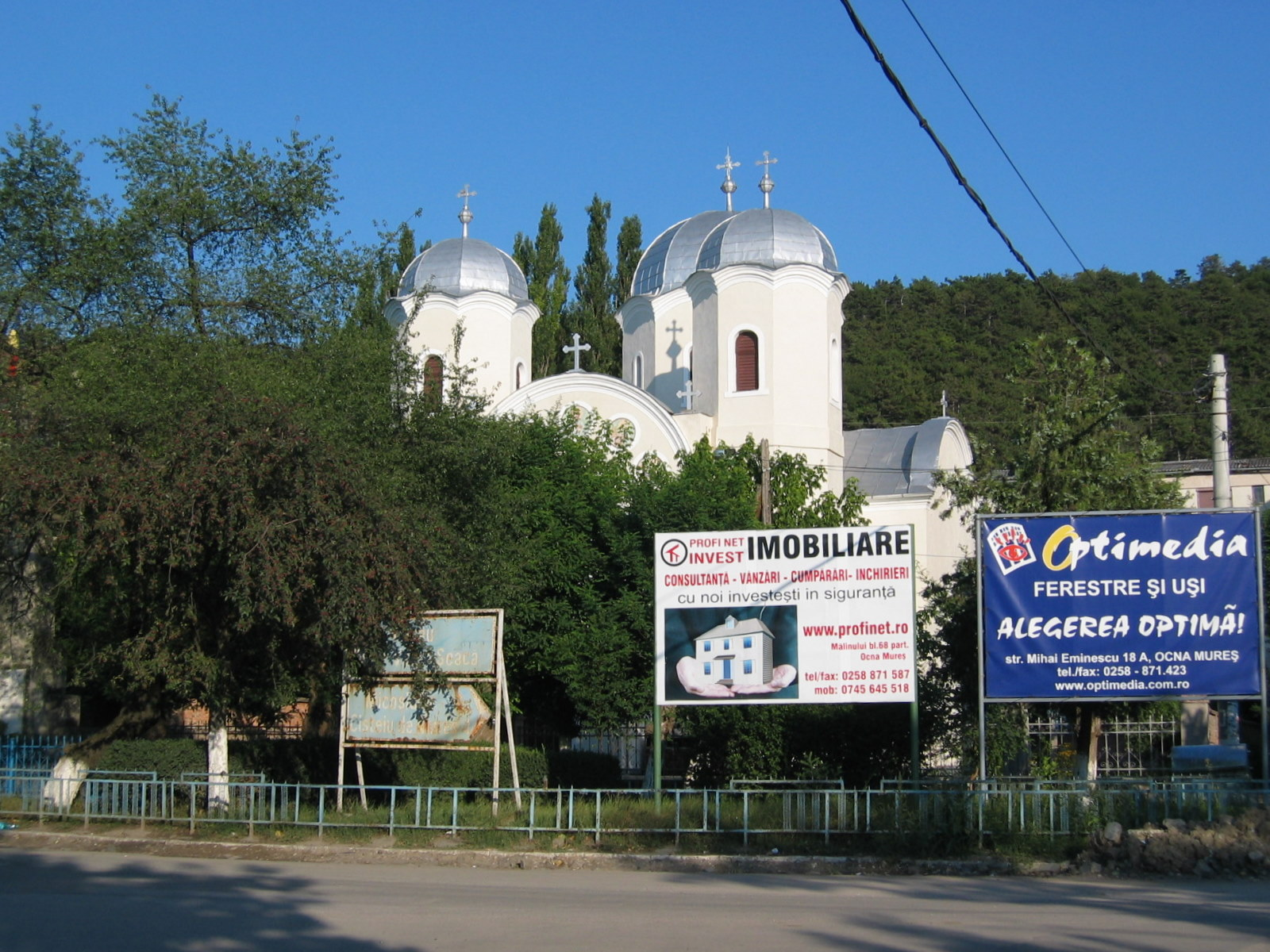
Biserica Ortodoxă veche (Str. Nicolae Iorga)
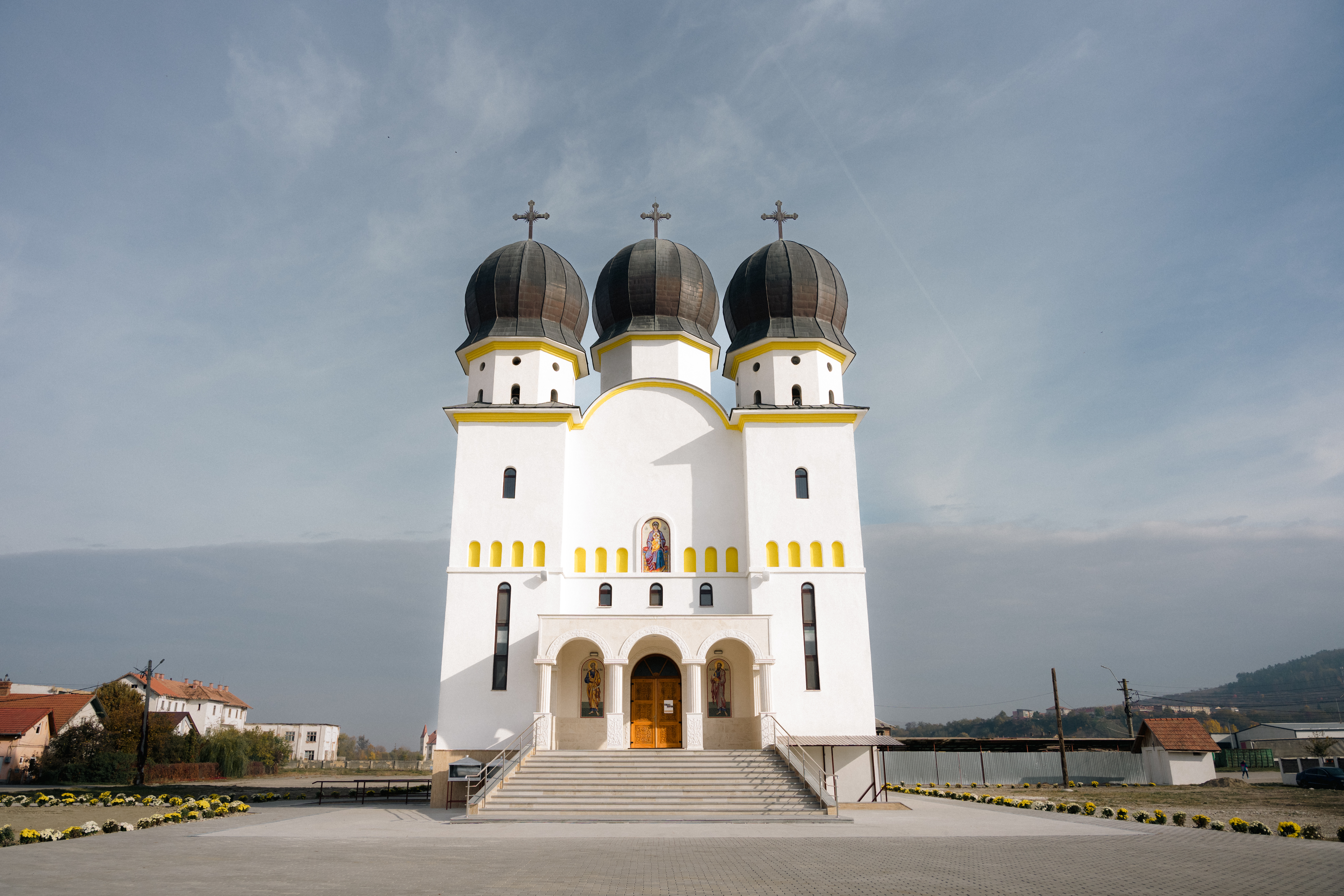
Biserica Ortodoxă „Nașterea Maicii Domnului”, cartierul „Soda”
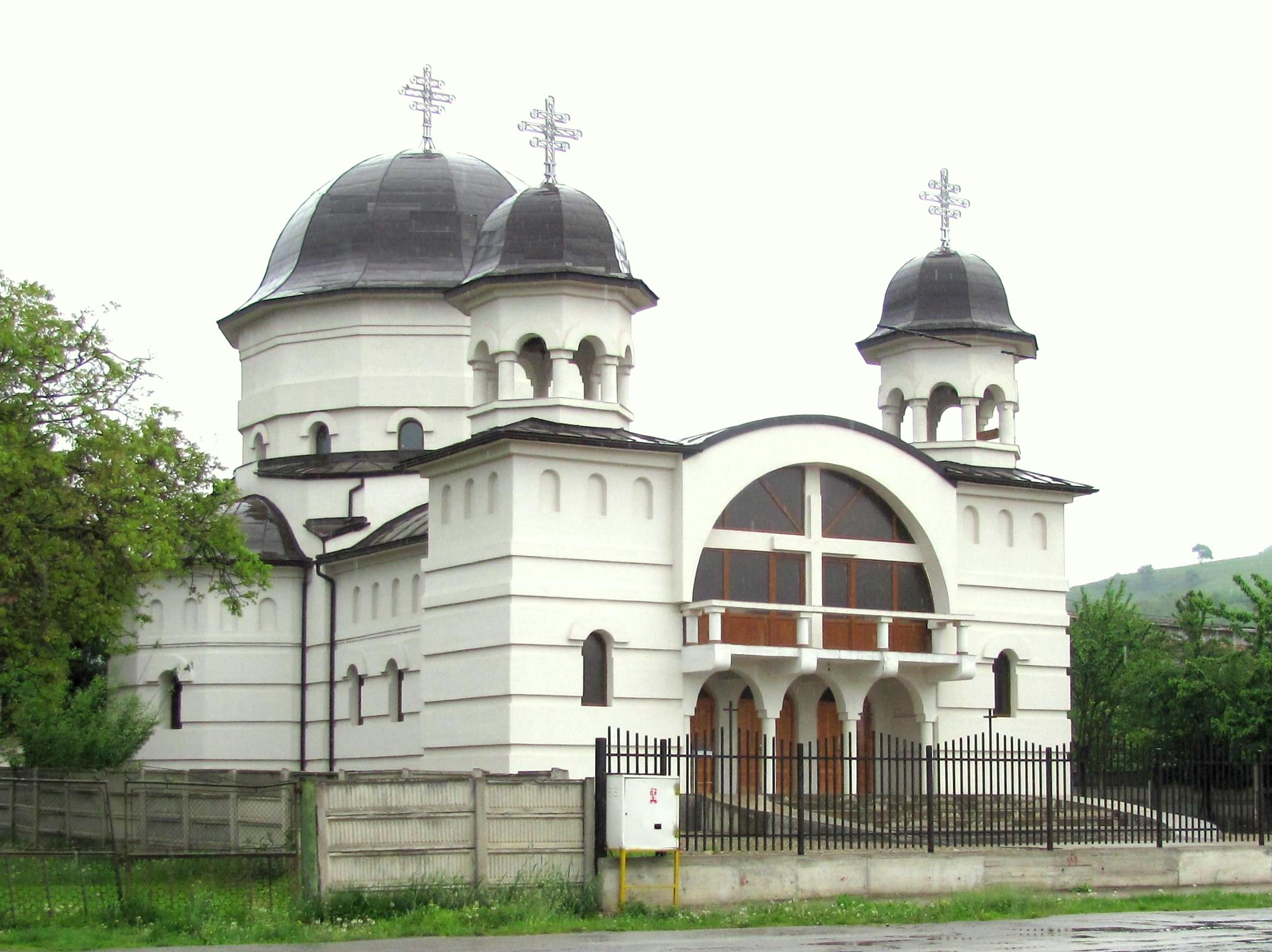
Biserica Ortodoxă nouă "Sf.Apostol Andrei" (Str. Nicolae Iorga)
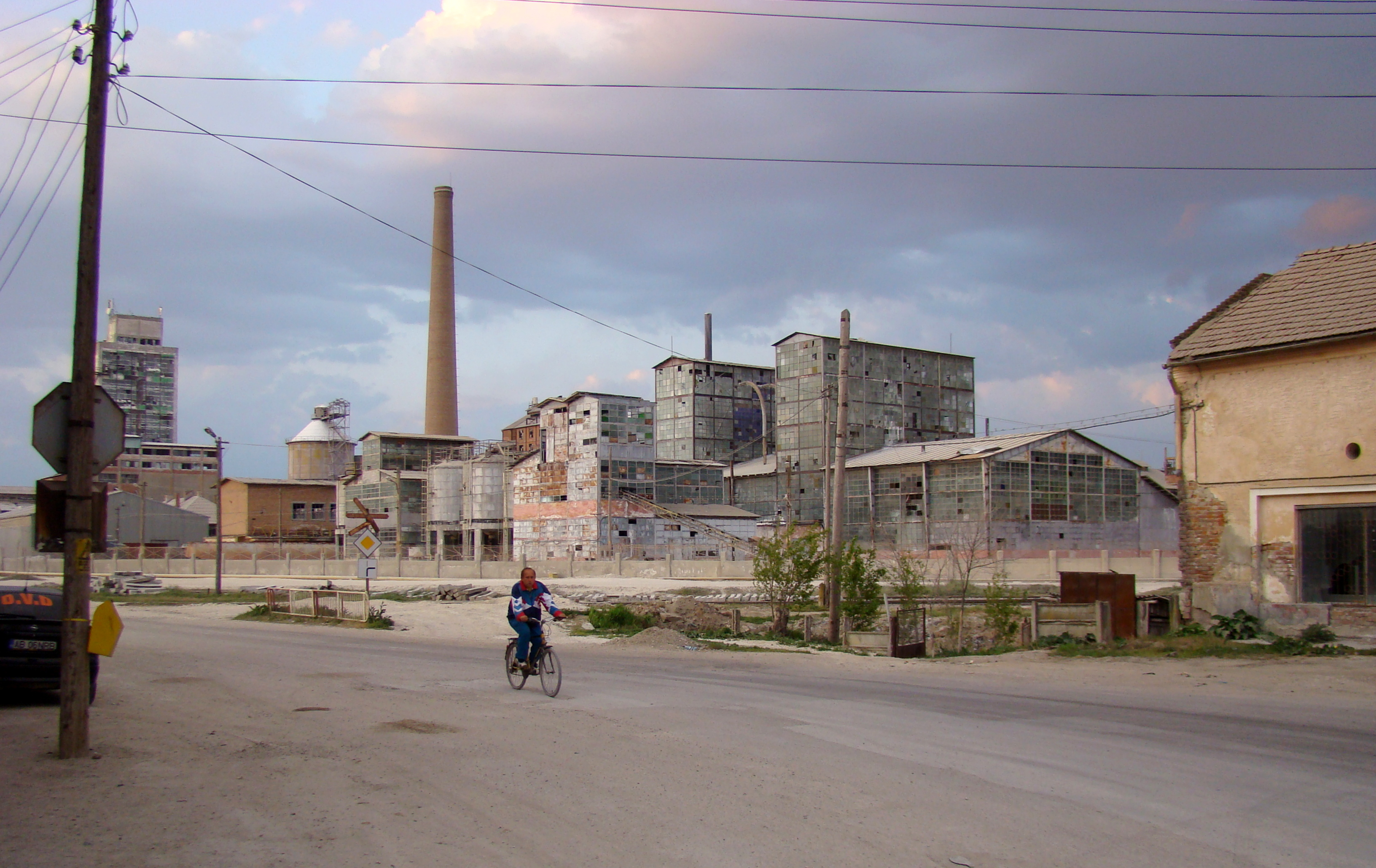
Zona industrială
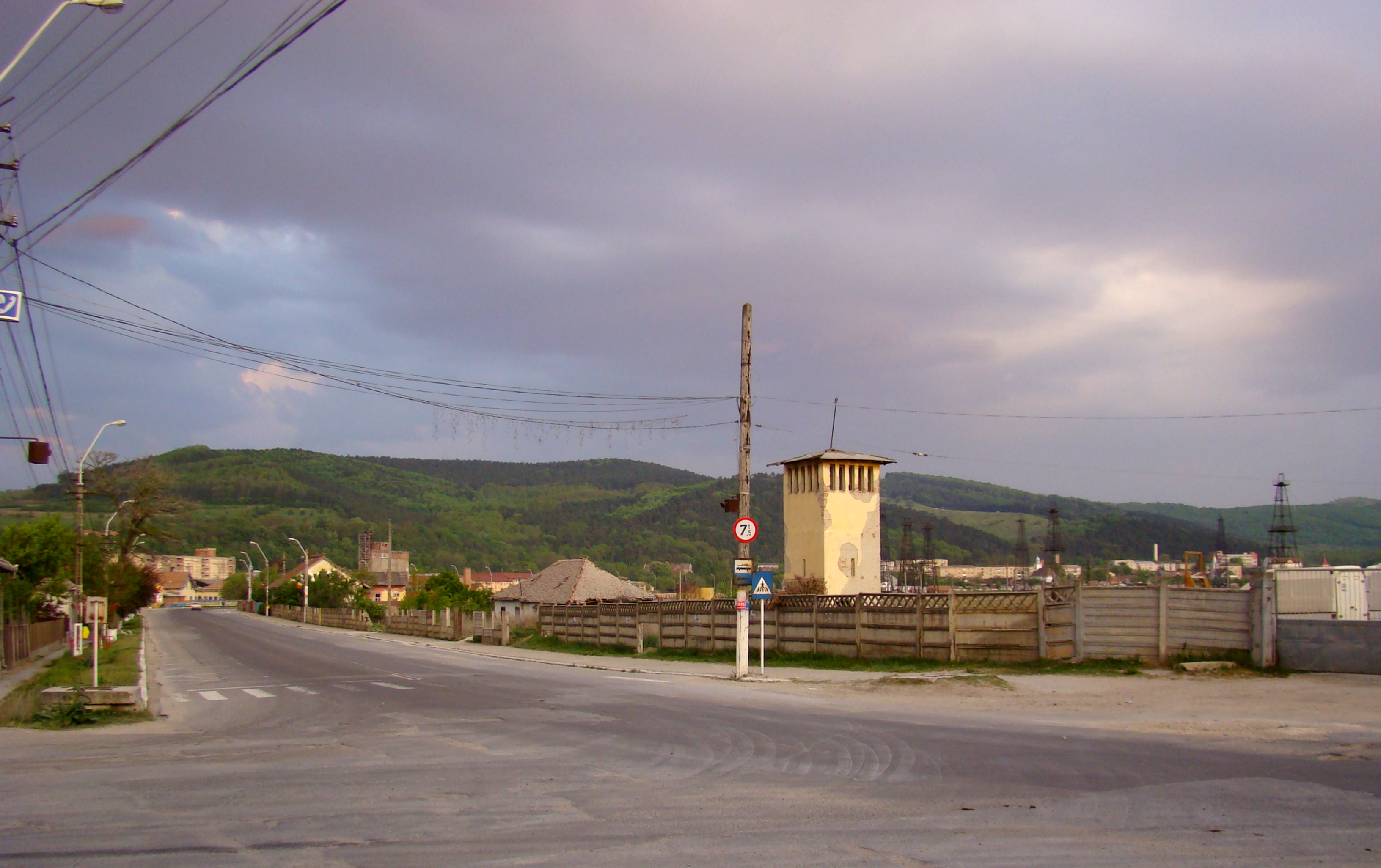
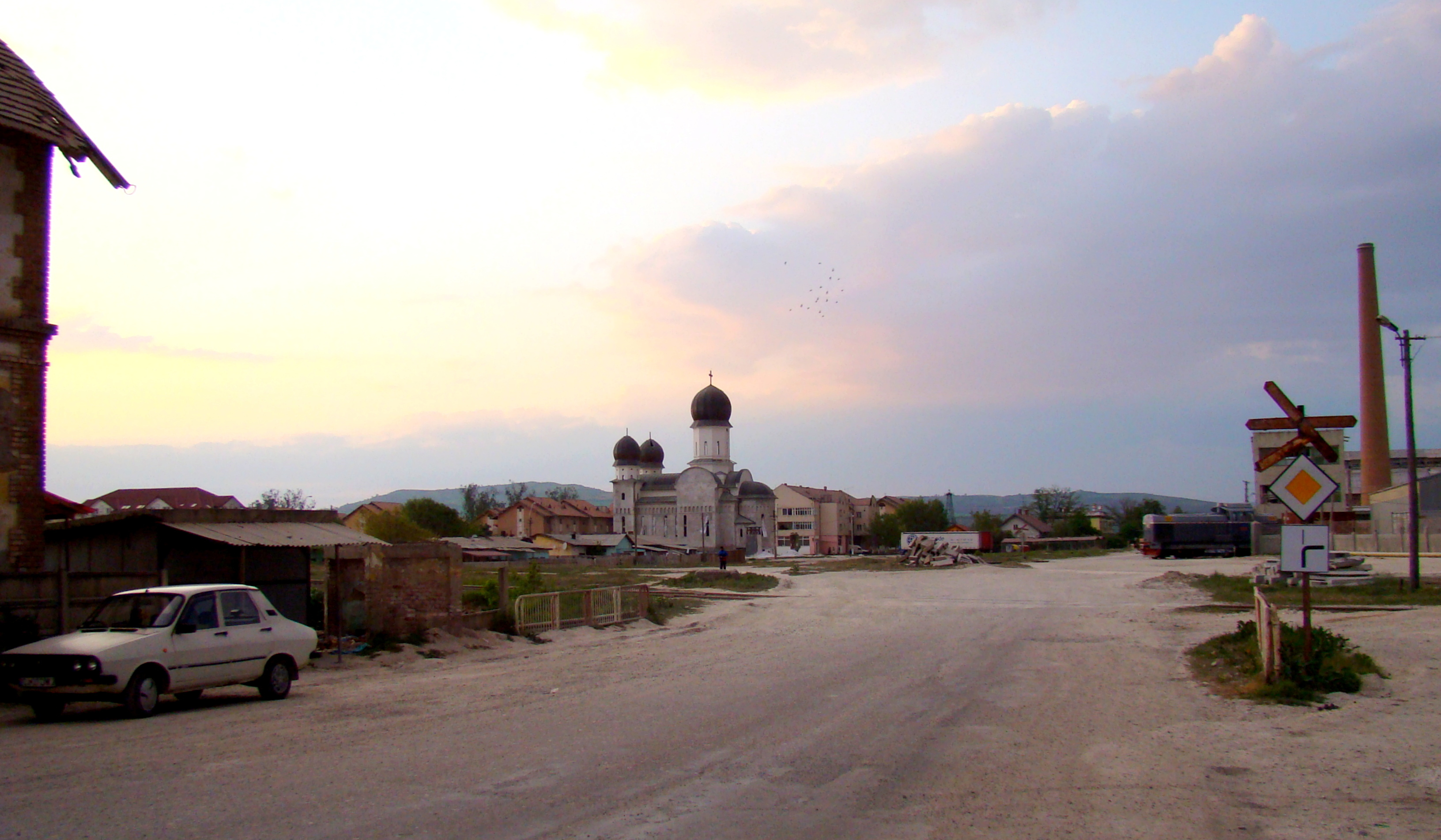
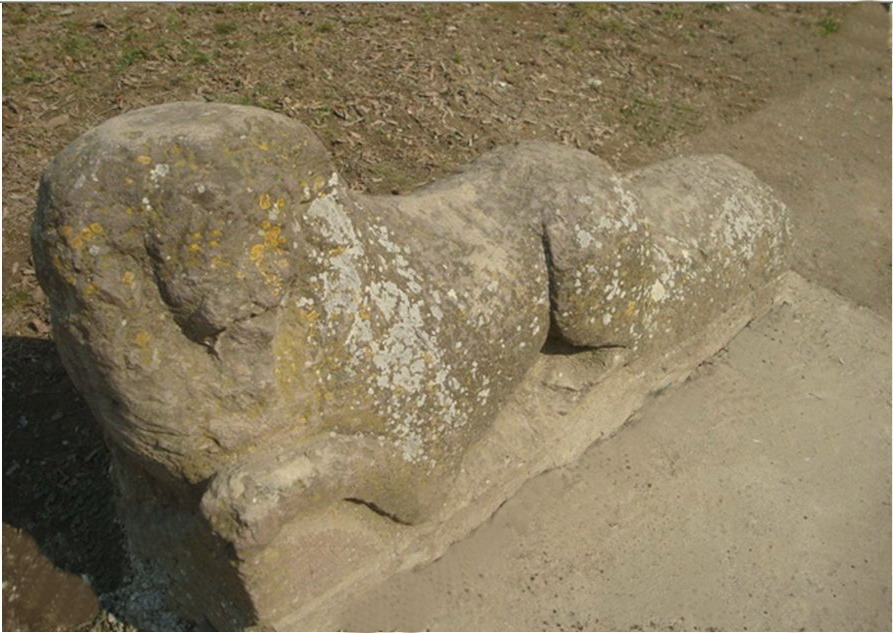
Leu funerar așezat în fața școlii "Lucian Blaga" din Ocna Mureș (sculptură romană găsită la Cisteiu de Mureș)
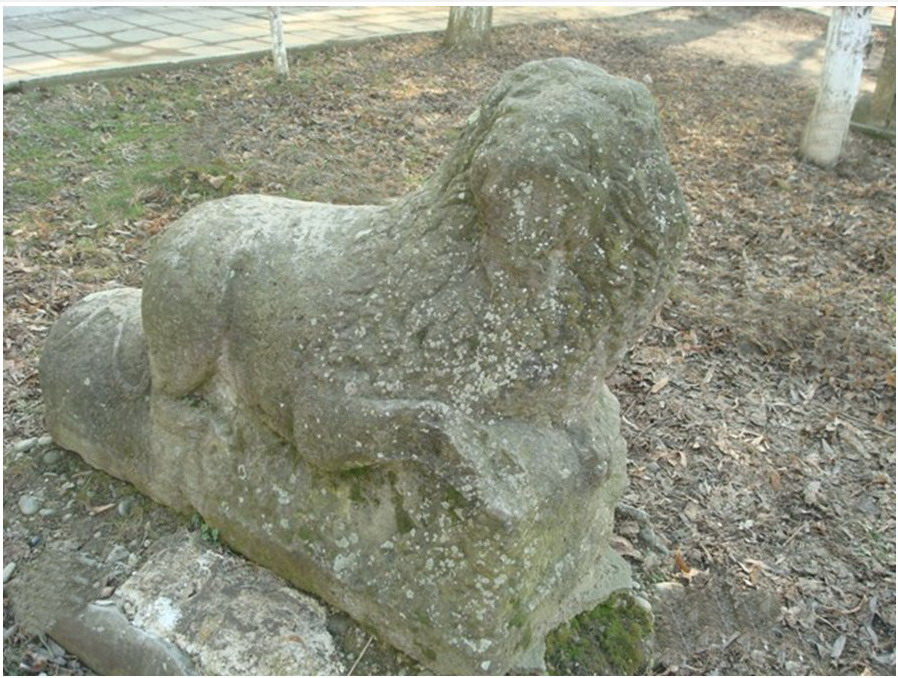
Leu funerar așezat în fața școlii "Lucian Blaga" din Ocna Mureș (sculptură romană găsită la Cisteiu de Mureș)